# Negentiende-eeuwse schil (Nijmegen)
De Negentiende-eeuwse schil is een van rijkswege beschermd stadsgezicht in Nijmegen in de Nederlandse provincie Gelderland. De procedure voor aanwijzing werd gestart op 27 februari 2009. Het gebied werd op 11 december 2013 definitief aangewezen. 
Het beschermd gezicht beslaat een oppervlakte van 100,4 hectare, met delen van de wijken Centrum, Bottendaal, Galgenveld, Altrade en Hunnerberg (waaronder de Oranjesingel; de omgevingen van het Kronenburgerpark en Hunnerpark waren al eerder aangemerkt als beschermd gezicht).
Panden die binnen een beschermd gezicht vallen, krijgen niet automatisch de status van beschermd monument. Wel zal de gemeente het bestemmingsplan aanpassen om nieuwe ontwikkelingen in het gebied te reguleren. De gezichtsbescherming richt zich op de stedenbouwkundige en cultuurhistorische waardering van een gebied en wil het toekomstig functioneren daarvan veiligstellen.

## Geschiedenis
Nadat met de Vestingwet de status van Nijmegen als vestingstad in 1874 definitief werd opgeheven, kon Nijmegen pas serieus gaan uitbreiden. 
In 1878 werd het definitieve stedenbouwkundig plan vastgesteld. Buiten de voormalige stadswallen werden naar Parijs’ voorbeeld ruime en statige straten, en parken ontworpen. Het Keizer Karelplein, een groot verkeersplein, werd aangelegd met zes belangrijke straten die daar in een stervormig patroon op aansloten. Langs de straten en singels verschenen royale huizen, kantoren en winkels in de stijl van het eclecticisme, neorenaissance, en art nouveau/jugendstil.
Rondom het Keizer Karelplein werden gerespecteerde publieke voorzieningen gepland, zoals Concertgebouw de Vereeniging. Aan de voornaamste wegen(singels en uitvalswegen) werden voorname herenhuizen en villa’s gebouwd. De gebieden ertussen werden vroeg in de stadsuitleg opgevuld met eenvoudigere woningen die werden gebouwd als huisvesting voor kleine arbeiders. De meer welgestelde mensen betrokken mooie herenhuizen aan de Graafseweg, Burghardt van den Berghstraat en Van Oldenbarneveltstraat.
De stad kreeg na de uitbreiding een grote aantrekkingskracht op welgestelde oud-Indiëgangers en gepensioneerden. Nijmegen werd een soort 'pensionopolis'. Tussen 1878 en 1900 steeg het aantal inwoners van 24.000 naar 44.000.

## Afbeeldingen

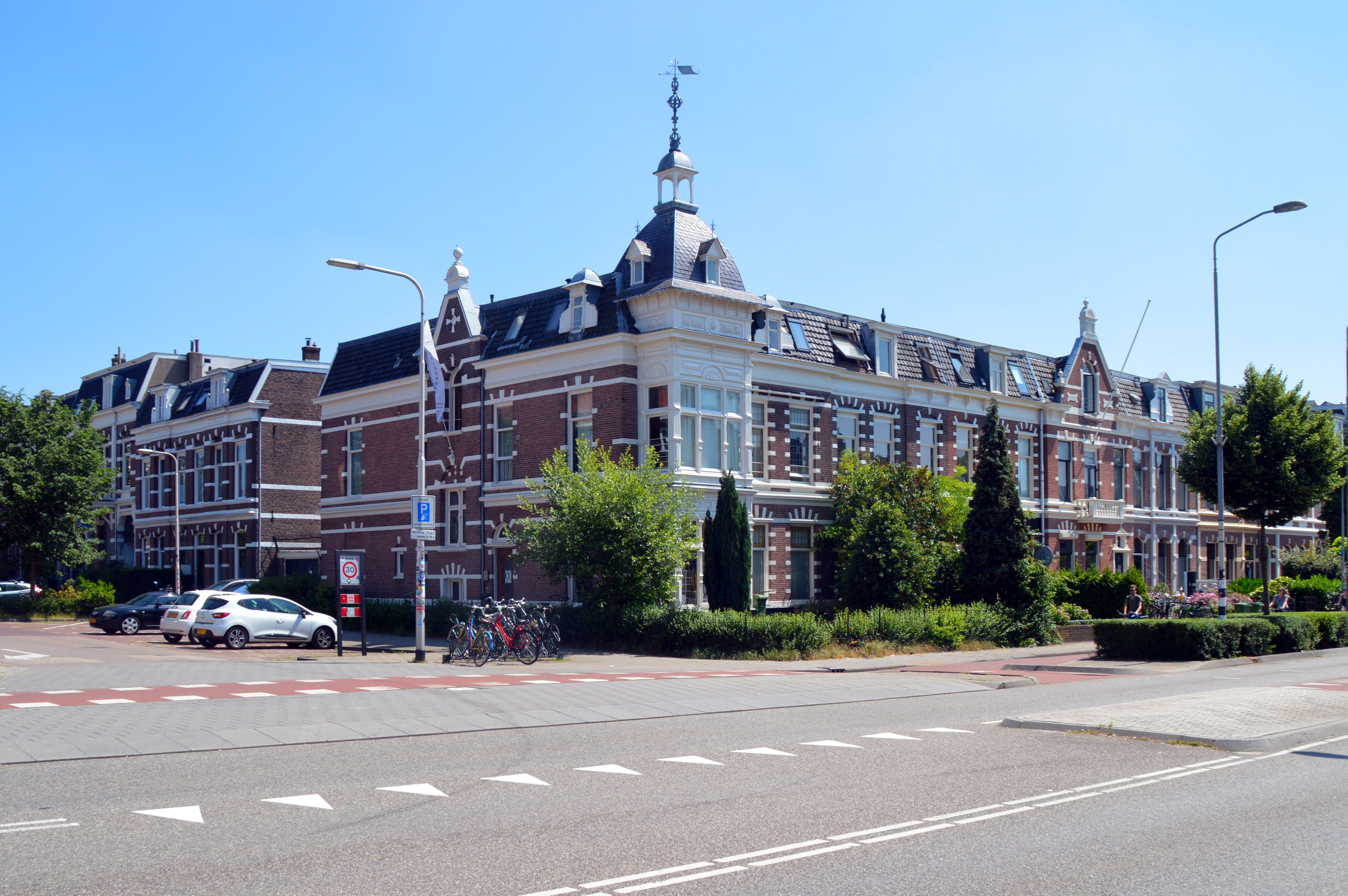
Hoek Sint Annastraat en Fransestraat
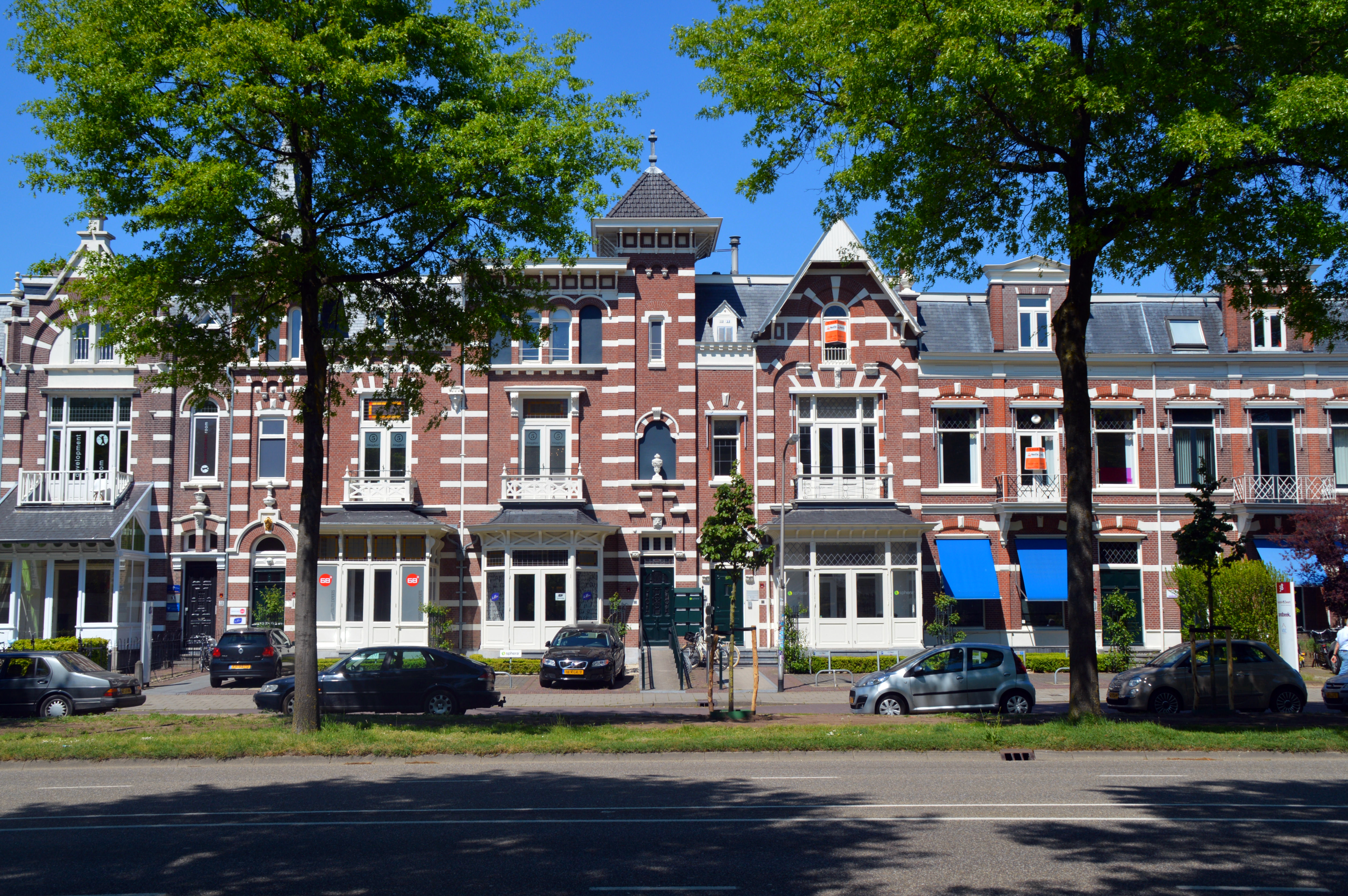
Oranjesingel
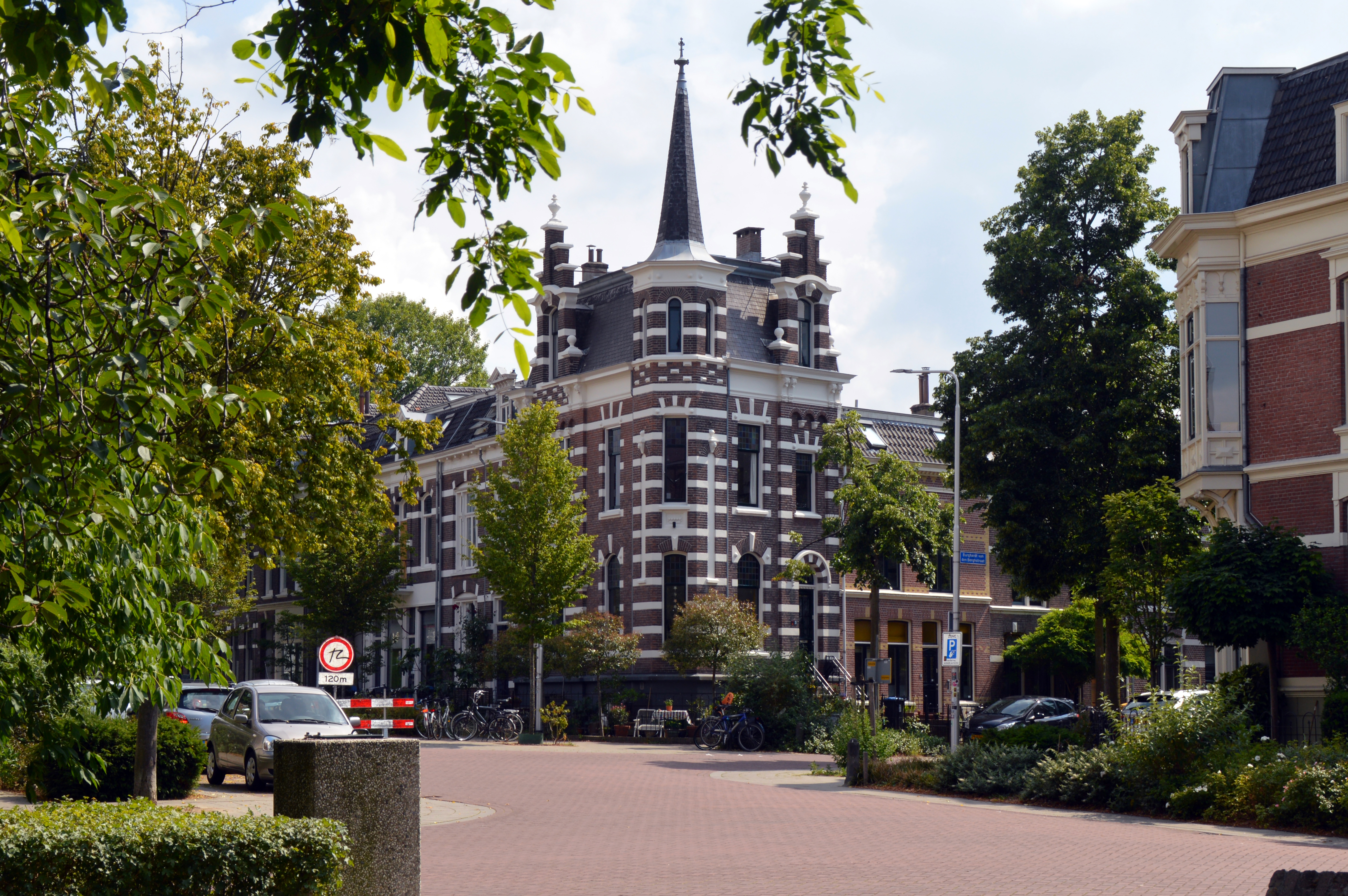
Burghardt van den Berghstraat 3 hoek Stijn Buysstraat
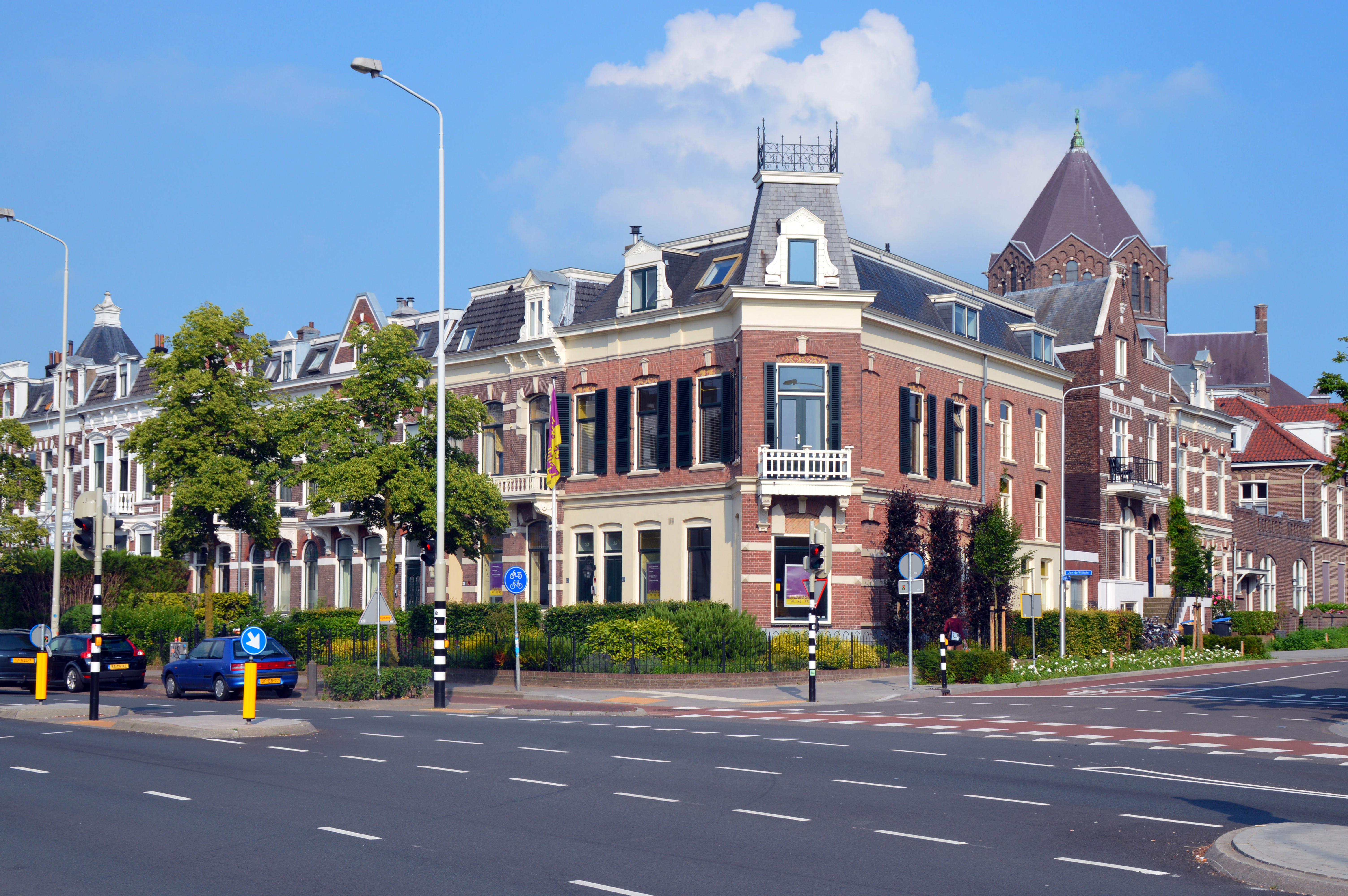
Graafseweg hoek Stijn Buysstraat
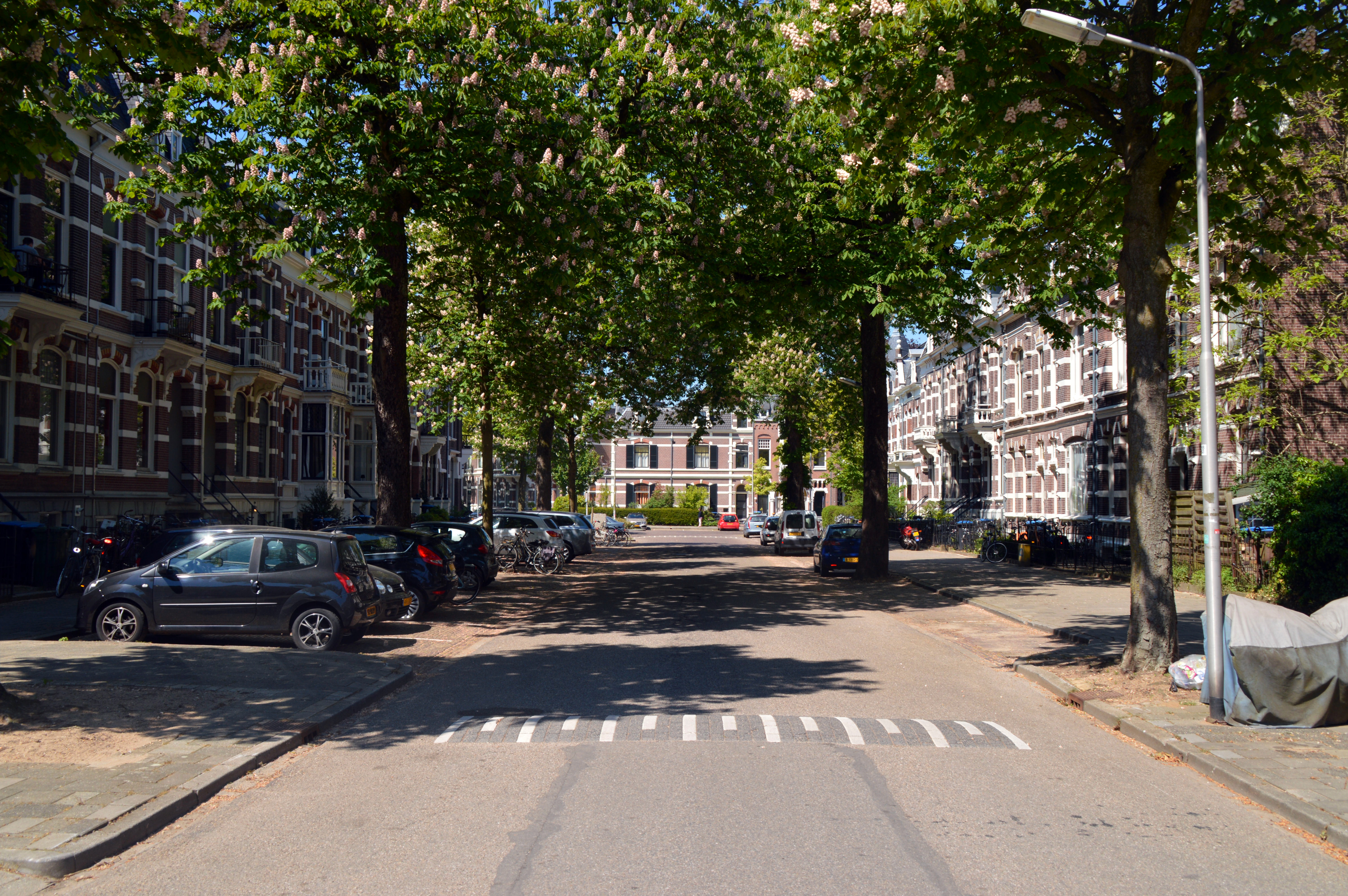
Van Slichtenhorststraat Galgenveld Nijmegen richting St Annastraat
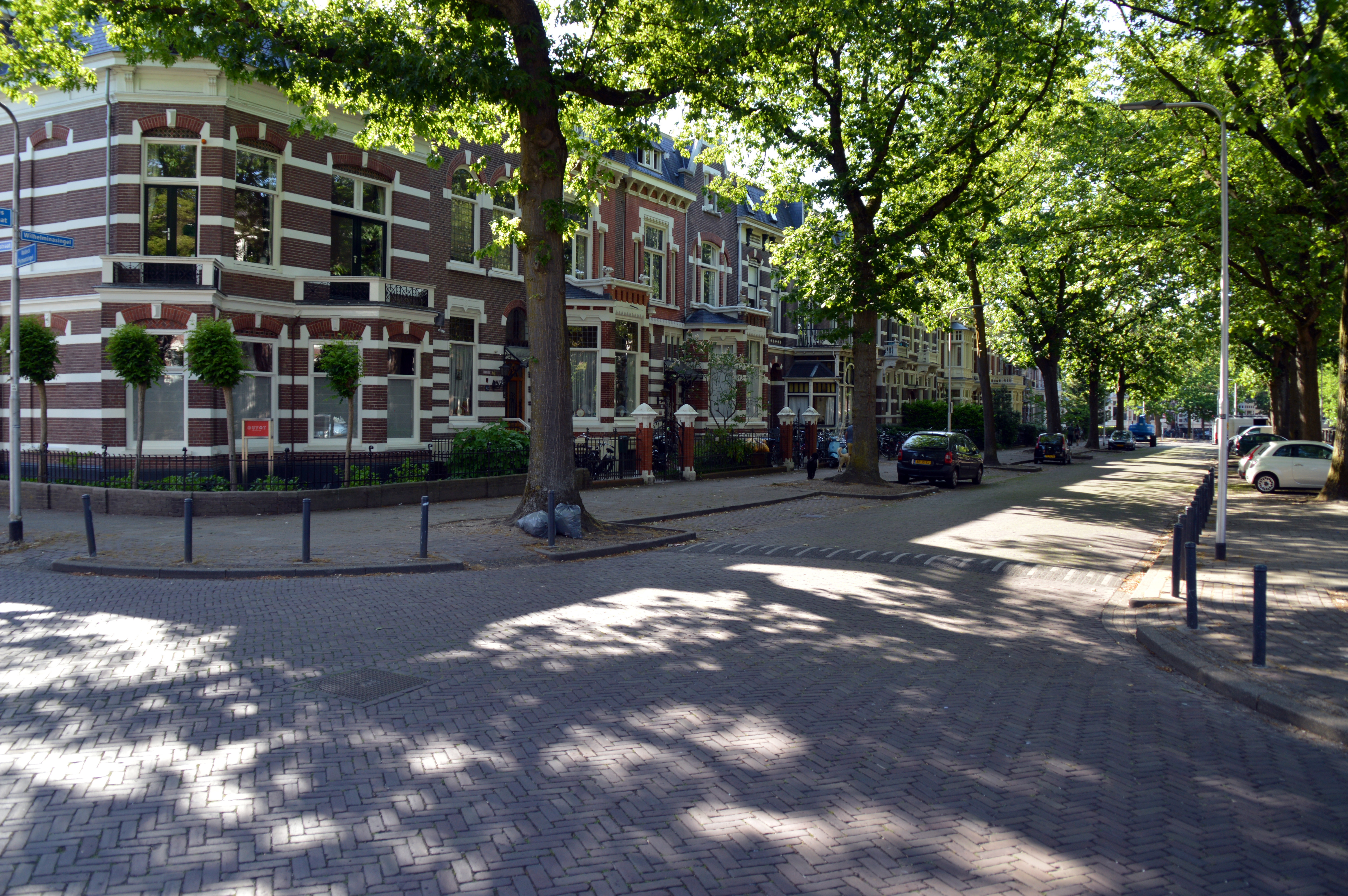
Wilhelminasingel
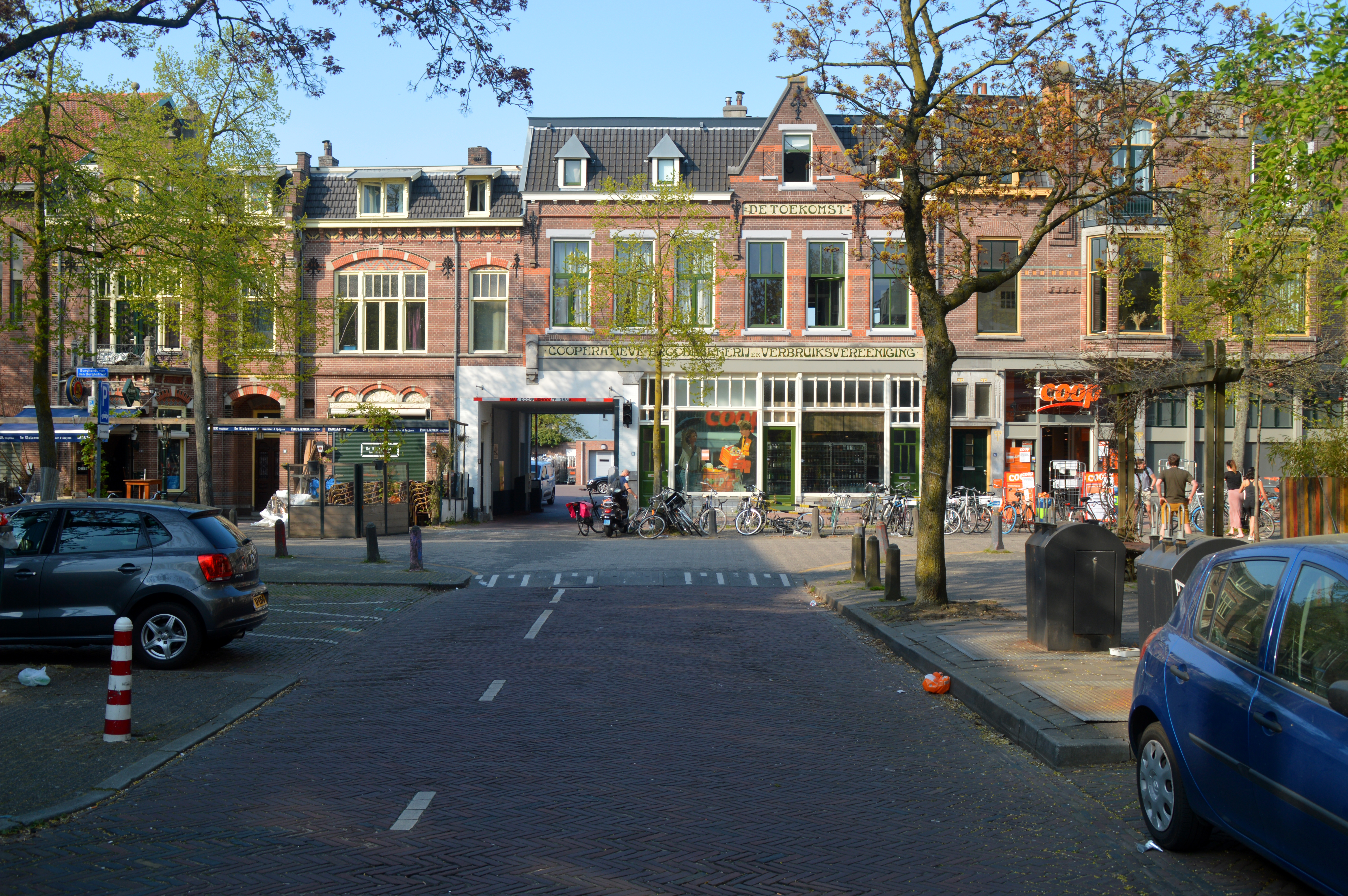
Burghardt van Den Berghstraat, gezien vanuit de Leemptstraat.
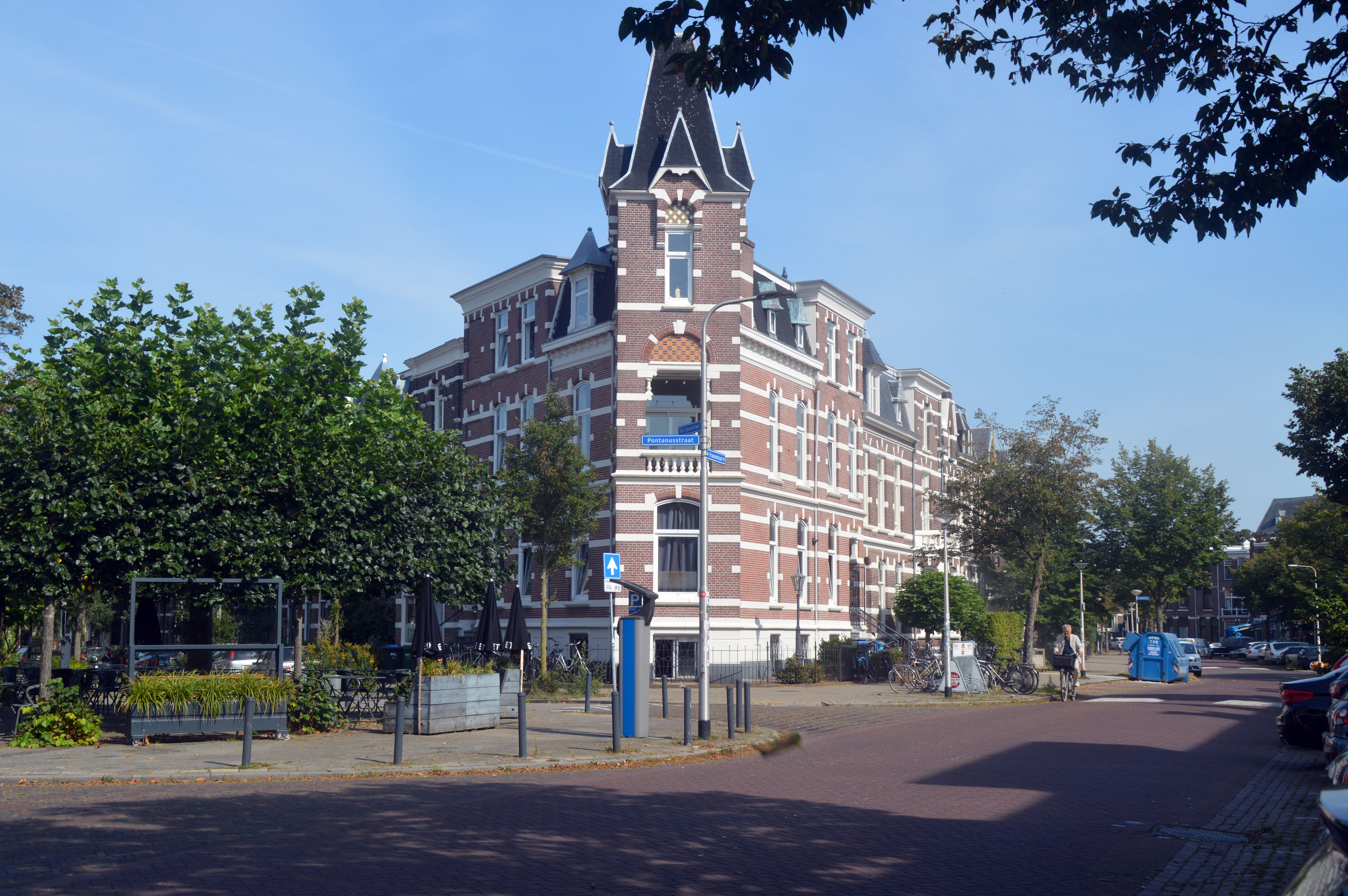
Hoek Van Spaenstraat en Fransestraat.
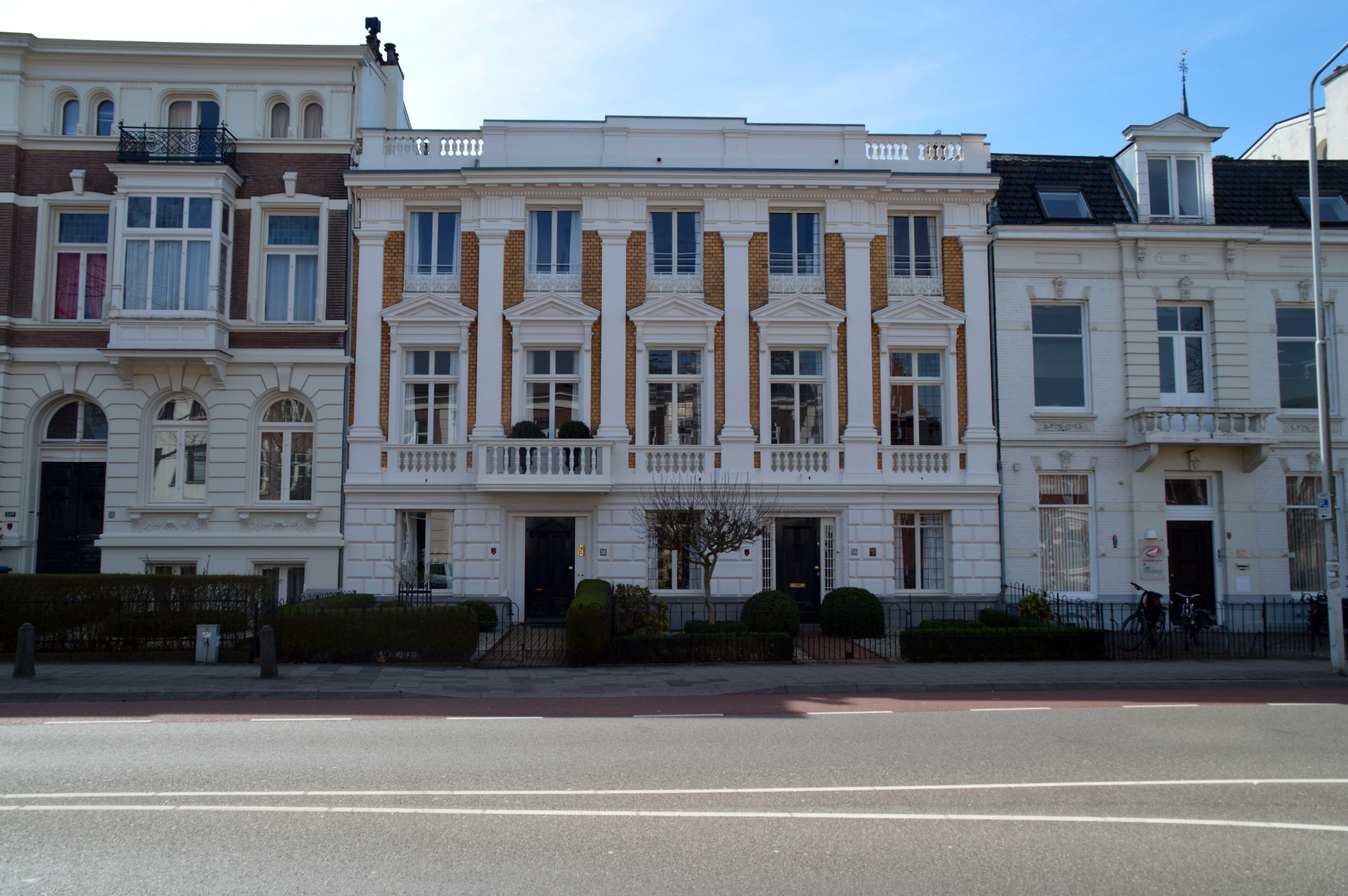
Berg en Dalseweg 54-56
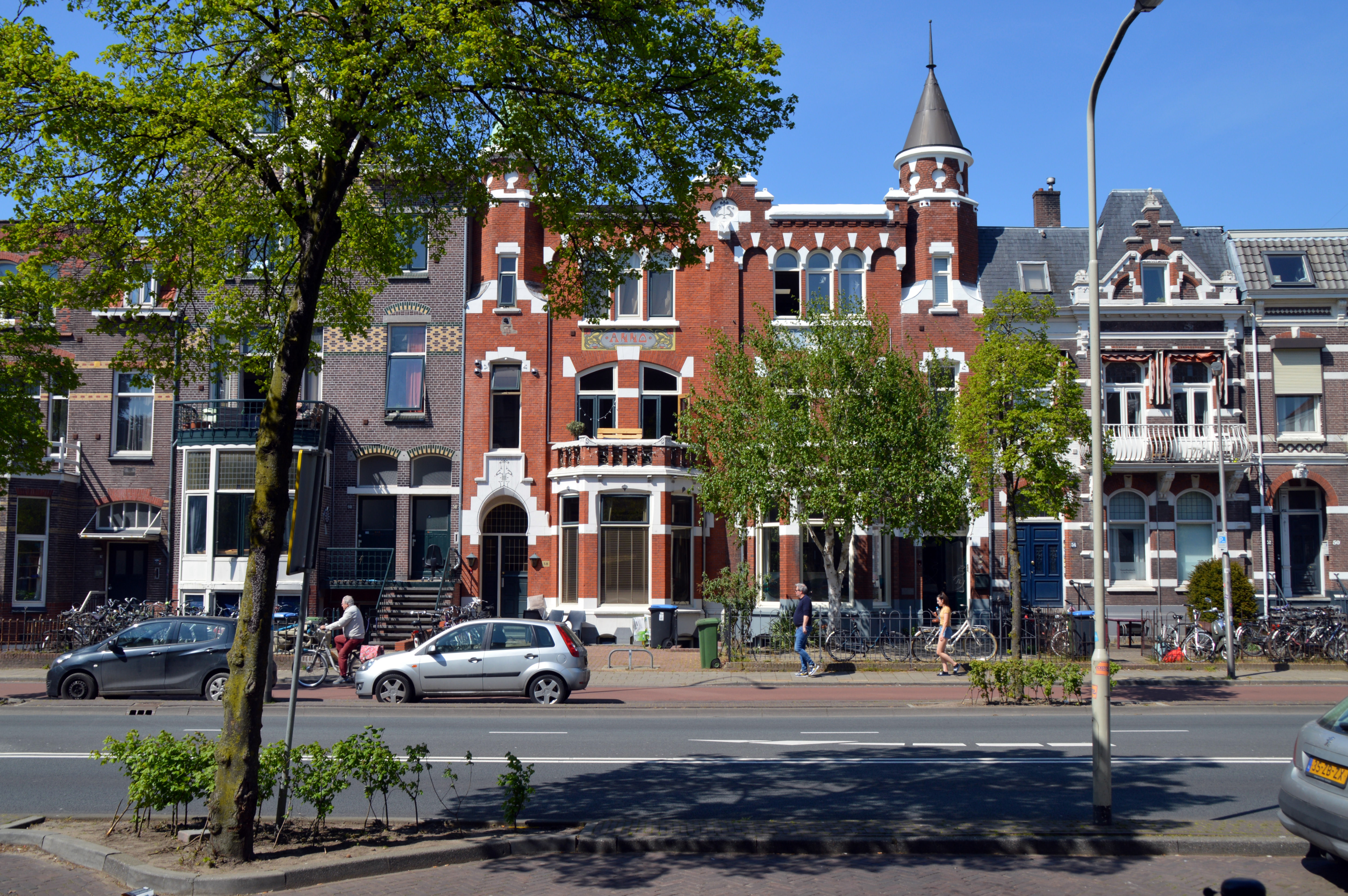
Graafseweg 58-60
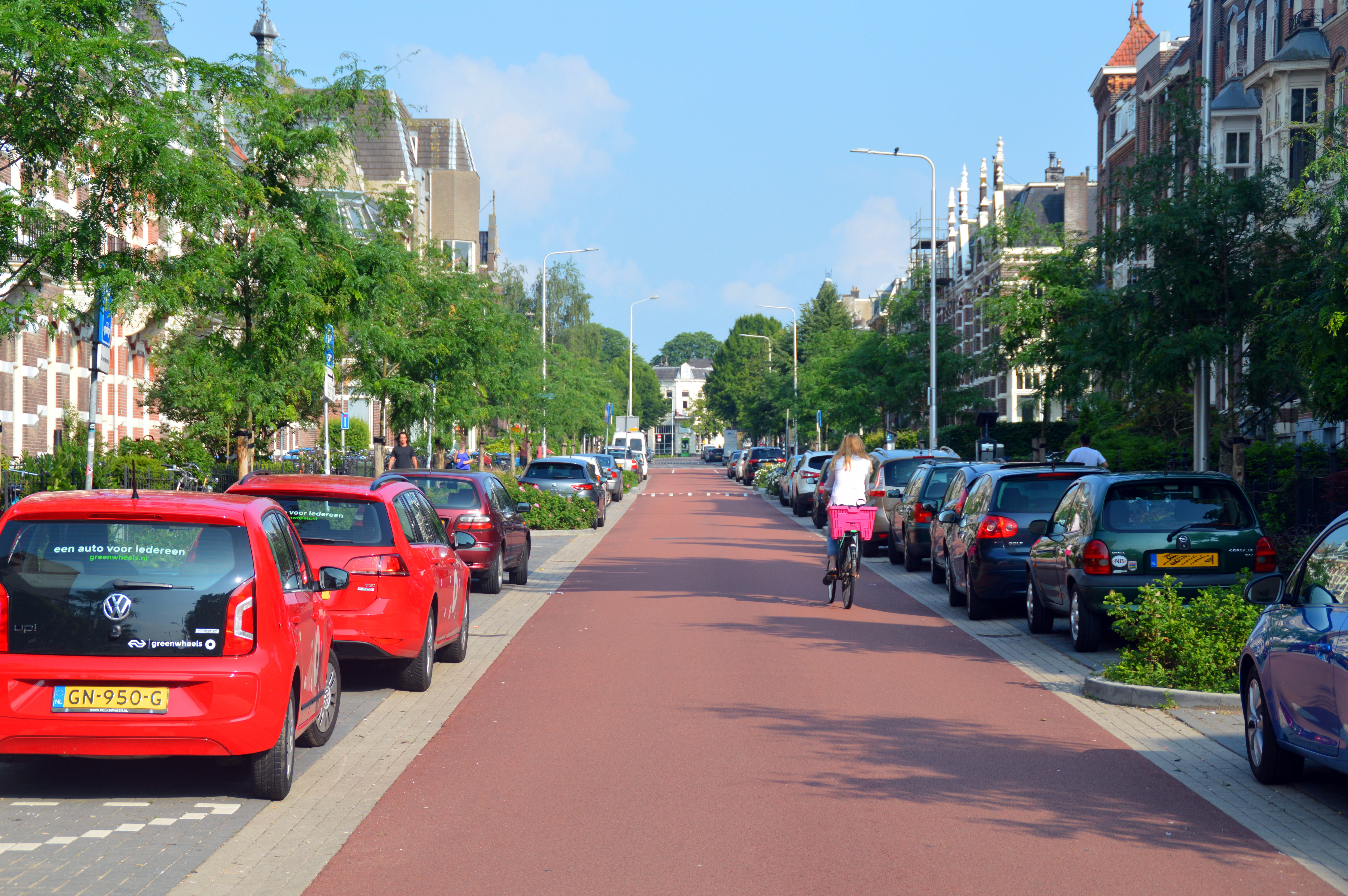
Van Oldenbarneveltstraat